# David Shankle Group
Pour les articles homonymes, voir DSG.
David Shankle Group (DSG) est un groupe de heavy metal américain formé par David Shankle, ancien guitariste de Manowar.

## Discographie
2003 - Ashes to Ashes
1. Ashes To Ashes
2. A Raven At Midnight
3. The Widows Grief
4. The Widows Peak
5. Calling All Heroes
6. Curse of the Pharaoh
7. The Tolling of the Bell
8. Secrets
9. Madness
10. Back to Heaven
11. Masquerade
12. The Magic of the Chords
13. Voice of Authority

Piste cachée: Etude
Pistes bonus (edition japonaise):
1. Daydreams
2. Jezebel